# SSX On Tour
SSX On Tour é um jogo de esqui e snowboard, o quarto título da série SSX. O jogo que é para o GameCube, PlayStation 2, PSP e Xbox. O jogo foi desenvolvido sob o título de trabalho SSX 4. Foi lançado na América do Norte em 11 de outubro de 2005 e foi lançado na região PAL em 21 de outubro de 2005. A versão PSP foi lançada na região PAL em 28 de outubro de 2005. Ao contrário de seu antecessor SSX 3, On Tour não está para trás-compatível com o Xbox 360.
A versão GameCube contém Mario , Luigi e Princesa Peach como personagens jogáveis. Isso foi parte de um acordo que a Nintendo teve com a EA Sports para ter propriedades intelectuais da Nintendo aparecendo em franquias da EA.
A versão para PSP também difere muito do console para as principais versões, com personalização limitada dos personagens. Também omitiu o uso de bônus no especial "Monster tricks".

## Jogabilidade
A jogabilidade no SSX on Tour é semelhante ao do SSX 3, com controles semelhantes e os objetivos globais de eventos permanecendo a mesma coisa- snowboard montanha abaixo, enquanto ganha pontos por vários truques que podem ser executadas. Depois de cada truque, o "bar boost" de um jogador acumula, e uma vez completo permite o jogador realizar movimentos especiais - conhecidos como "Monster tricks" agora, anteriormente conhecido como "Über tricks".
Apesar das semelhanças, inúmeras mudanças foram feitas para a estrutura de corridas e eventos em si. Os jogadores agora podem criar seus próprios personagens, a seleção de seus símbolos, maquiagem, estatura, roupas e cabelos, além de escolher se seu personagem é um snowboarder ou um esquiador (esqui a ser uma característica nova no jogo). Uma vez criada, a sua 'fronteira pode competir em competições oficiais (conhecidos como "Eventos"), ou desafios oficiais conhecidos como "Fragmentos". Cada evento concluído ou desafio ganha seu caráter "Hype", elevando o seu perfil e movendo-os até as paradas SSX, com o objetivo final de chegar ao número um.
Além de sete SSX veteranos (Elise, Mac, Kaori, Zoe, Psymon, Nate e Allegra), três novos personagens fazem uma aparição: Tyson, Sid, e Skye.
Ao contrário de seu antecessor, SSX 3, nenhum jogo online foi incluída em qualquer das versões do SSX On Tour. O foco principal foi a melhoria do modo de história single-player, como implementação do sistema de criação de personagem, a seleção de novas pistas, e da adição de esqui, assim como o snowboard.

## Estilo
Este jogo é apresentado no estilo de um esboço do livro, uma nova direção para a série SSX. A arte da capa, bem como os menus do jogo são mostrados em formato de esboço, imagens simplistas muitas vezes em um fundo forrado. O especial de colecionáveis do jogo, exibido simplesmente como flocos de neve em jogos anteriores do SSX, foram substituídos por doodles sketchlike conhecido como "skulvis", dando continuidade ao tema.
Este estilo foi mantido numa medida sobre as corridas propriamente ditas, com os alisamentos dos gráficos do SSX 3, ajudando a melhorar as taxas de quadro e para manter a sensação geral do jogo o mais fresco possível. Novos efeitos também foram adicionados, como um efeito de borrão quando os pilotos chegam a uma determinada velocidade, similar ao efeito usado em Burnout 3: Takedown, outro jogo lançado pela Electronic Arts.

## Trilha sonora
Uma das características mais notáveis de cada jogo da série SSX foi a trilha sonora usada, geralmente com destaque nos jogos. Como SSX Tricky e SSX 3, SSX on Tour apresenta uma trilha sonora licenciada, incluindo rap, punk, rock e estilos de música alternativa. O destaque do punk e do rock é uma partida de trilhas sonoras de techno mais pesado do que dos jogos anteriores da série.
A trilha sonora é integrado com o jogo ao invés de usado como um fundo para isso. Um exemplo disso é que ao realizar "Monster tricks" durante um evento, a música vai desaparecer, para ser substituído com o som do vento assobiando pelas cortes como o jogador através do ar. Ao bater no chão novamente, a música volta em cortes, aumentando as sensações do jogo.
A música principal utilizada na introdução é o Iron Maiden 's Run to the Hills.

## Recepção
SSX on Tour recebeu críticas positivas dos críticos em geral .. GameSpot deu 8,7 de 10, lembrando que o estilo do jogo era "diferente de tudo que a série tenha visto antes", e que "equilibra habilmente os frescos e os familiares", e "cria uma experiência fascinante, que tem fãs caindo para o SSX tudo de novo". Além disso, o Metacritic, o sistema de revisão "produziu uma classificação de 81 dos 100 para o jogo, baseado em um grande número de resenhas críticas. X-Play deu-lhe um 3 de 5.

### Prêmios e indicações
Prêmios
- Jogo Alternativo de Esportes em Ignição
- Melhor Utilização de som em um jogo no DEM AWARDS X 2005
- O melhor Jogo de Esportes do Ano pela Academy of Interactive Arts & Sciences (AIAS) 2006

Nomeações
- Melhor Jogo Móvel do Ano pela CAEAA 2006
- Melhor Jogo de Desporto Individual no Spike Video Game Awards 2005
- Jogo com Melhor Trilha Sonora no Spike Video Game Awards 2005
- Best Sports / Extreme Sports título na 1UP.com